# Sportsklubben Brann
El SK Brann és un club de futbol noruec de la ciutat de Bergen.

## Història

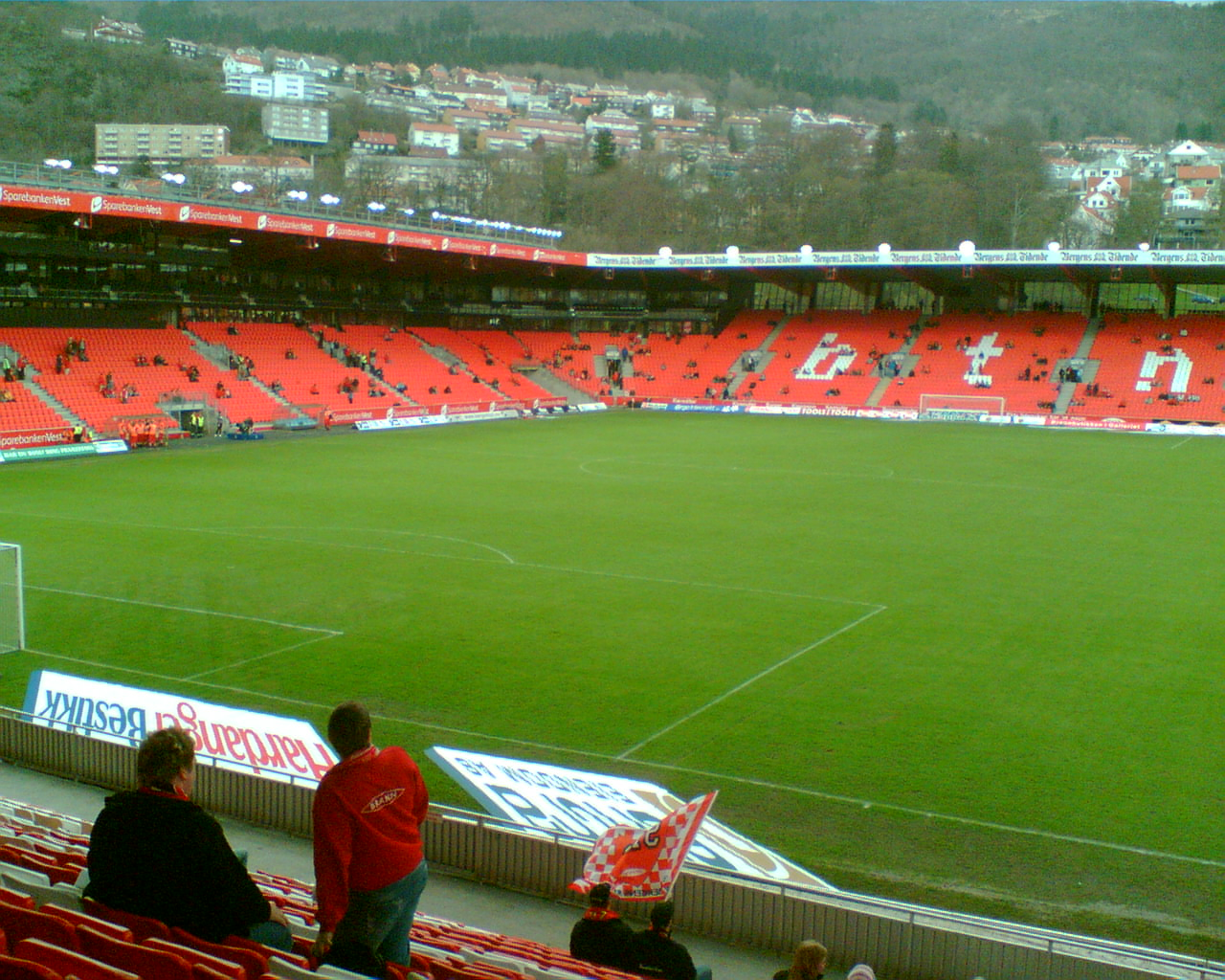
Brann Stadion

El 26 de setembre de 1908 Christen K. Gran i Birger Gjestland amb vuit joves més decidiren formar un nou club al que anomenaren Ski- og Fodboldklubben Brann (en català Club d'Esquí i Futbol Foc). Posteriorment canvià el nom pel de Sportsklubben Brann.
El 1919 el club inaugura el Brann Stadion amb un partit contra la selecció de futbol de Noruega amb derrota per 2-6. El 1923 guanya el seu primer títol, la copa noruega. Dos anys més tard, guanya el segon. El següent títol, però, no arribà fins al 1947. La primera lliga la guanyà la temporada 1961/62, repetint la temporada següent.

## Jugadors destacats
| Finn Berstad (1920s)                               |
| Rolf Birger 'Pesen' Pedersen (1957 - 1972)         |
| Roald 'Kniksen' Jensen (1960 - 1964 i 1971 - 1973) |
| Helge Karlsen                                      |
| Tore Nordtvedt (1963 - 1979)                       |
| Bjørn Tronstad (1974 - 1979)                       |
| Anders Giske (1980s i 1992)                        |
| Steinar Aase (1973-79 i 1985)                      |
| Per Egil Ahlsen (1987 - 1990 i 1991 - 1992)        |
| Joachim Björklund (1990 - 1992)                    |
| Claus Lundekvam (1993-1996)                        |
| Tore André Flo (1996 - 1997)                       |
| Geir Hasund (1994 - 1998)                          |
| Per Ove Ludvigsen (1994 - 2000)                    |
| Mons Ivar Mjelde (1989 - 1991 i 1996 - 2001)       |
| Thorstein Helstad (1998 - 2002 i 2006 -)           |
| Geirmund 'Geddi' Brendesæter (1991 - 2003)         |
| Raymond Kvisvik (1998 - 2002 i 2003 - 2005)        |
| Robbie Winters (2002 -)                            |
| Seyi Olofinjana (2002 - 2004)                      |
| Paul Scharner (2004 - 2005)                        |
| Charlie Miller (2004 - 2006)                       |
| Martin Andresen (2005 -)                           |
| Eirik Bakke (2006 -)                               |

## Entrenadors des de 1980
| Les Shannon           | (1980 - 1981)    |
| Arve Mokkelbost       | (1982 - 1983)    |
| Endre Blindheim       | (1984 - 1985)    |
| Tony Knapp            | (1986 - 1987)    |
| Teitur Þórðarson      | (1988 - 1990)    |
| Karl Gunnar Björklund | (1991 - 1992)    |
| Hallvar Thoresen      | (1993 - 1995)    |
| Kjell Tennfjord       | (1995 - 1998)    |
| Harald Aabrekk        | (1998 - 1999)    |
| Teitur Þórðarson      | (2000 - 2002)    |
| Mons Ivar Mjelde      | (2003 - present) |

## Palmarès
- Lliga noruega de futbol (3): 1961-62, 1963, 2007
- Copa noruega de futbol (7): 1923, 1925, 1972, 1976, 1982, 2004, 2023